# Беста (компьютер)
«Беста» («Беста-88», «Беста-90») — серия советских компьютеров — рабочих станций на основе операционной системы Unix. Выпускалась с 1988 года на совместном производстве, созданном силами завода ЗИЛ и НИИСИ Академии наук СССР.
На заводе ЗИЛ специалисты МГУ с успехом решили задачу графической визуализации результатов прочностного расчета. Впечатляющий эффект от внедрения системы послужил толчком к созданию совместного проекта и дальнейшим работам по САПР. Со стороны Академии наук его возглавил Владимир Борисович Бетелин, член-корреспондент РАН. Предприятие НПЦ САПСАН было создано в апреле 1985 года, после визита на завод Горбачёва. Перед новой структурой ставилась задача создания 400 рабочих мест с дисплеем с разрешением в 1 млн пикселей и производительностью 1 млн оп/сек. Оценка показала, что вариант реализации на базе ЕС ЭВМ или СМ ЭВМ оказывается слишком дорогим. Было принято решение о реализации на базе графических рабочих станций. Со стороны АН СССР проект активно поддерживался академиком Велиховым. Со стороны ЗИЛа работами руководил Александр Ильич Ставицкий.
В «Бесте» использовались процессоры Motorola 68020 и 68030, шиной послужила VMEbus. Многие компоненты имеют прямые аналоги в линейке VME-устройств серии SYS68K фирмы Force Computers GmbH (ФРГ).
В качестве операционной системы была выбрана Unix SVR3.2, причём был выполнен легальный перенос лицензионной версии от AT&T. Новая система получила название «Bestix».
Всего мини-завод при ЗИЛе выпустил несколько тысяч (по другим данным, порядка полутора тысяч) рабочих станций. Выпускалось несколько модификаций. Помимо ЗИЛа, машина использовалась на Нововоронежской АЭС, в некоторых ВУЗах, в МГТС. Производством «Бесты» на ЗИЛ занималось всего около сотни работников, но они в течение двух лет обеспечивали ЗИЛу до 70% прибыли. Основные используемые программы — различные версии CAD, Informix, Oracle, графические приложения.
Мнение о том, что в портировании принимал участие Ричард Столлман, вероятно, основано на сходстве написания его фамилии и названия фирмы (Stollmann GmbH), выполнившей портирование.
В 1995 году на платформу Беста был портирован Linux 2.0.33. Этот дистрибутив можно скачать на сайте ftp.stu.neva.ru.